# Jorge Serrano
Jorge Luis Serrano Francis (ur. 19 stycznia 1998) – panamski piłkarz występujący na pozycji skrzydłowego lub ofensywnego pomocnika, reprezentant Panamy, od 2024 roku zawodnik honduraskiej Motagui.